# Francouzské revoluční války
Francouzské revoluční války byla série válek v letech 1792 až 1802 během Velké francouzské revoluce mezi revoluční Francií a sousedními evropskými mocnostmi.

## Pozadí
V květnu 1789 byli francouzským králem Ludvíkem XVI. svoláni ve Versailles zástupci tří stavů (aristokracie, duchovenstva a buržoazie) s cílem schválit nové daně. Důvodem Národního shromáždění byla špatná hospodářská situace země. Když církev a šlechta nesouhlasila s zavedením daní (vůči sobě), král se pokusil Národní shromáždění rozpustit (či spíše násilně rozehnat), třetí stav – buržoazie – se 14. července vzbouřil a dobyl pevnost Bastilu, což bylo královské vězení a symbol státní moci.
Tím začala Velká francouzská revoluce, která se brzy rozšířila po celé zemi. 16. července musel Ludvík XVI. přijmout revoluční trikoloru v národních barvách (modro-bílo-červenou). 8. srpna byla vyhlášena Deklarace práv člověka a občana a byla vyhlášena konstituční monarchie. Evropští panovníci byli proti revoluci, a proto 7. února 1792 císař Svaté říše římské Leopold II., který byl bratrem francouzské královny Marie Antoinetty, a pruský král Fridrich Vilém II. vytvořili pakt proti Francii.

## Válka první koalice (1792–1797)

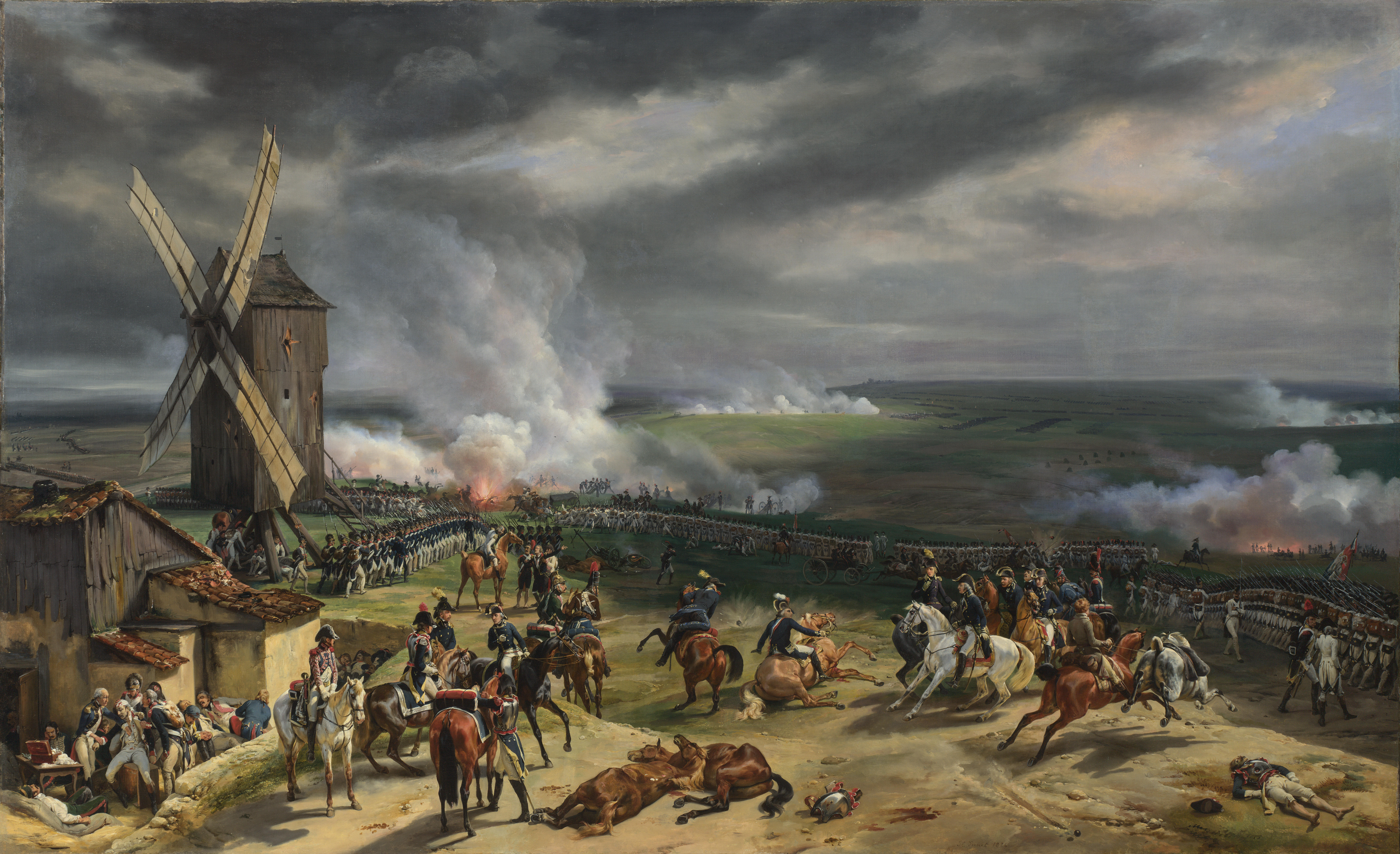
Bitva u Valmy

20. dubna 1792 vyhlásil Ludvík XVI. pod nátlakem Zákonodárného shromáždění Prusku a Rakousku válku a francouzská armáda vpadla do Rakouského Nizozemí, ale v prvních bitvách byli Francouzi poraženi a prusko-rakouský sbor, kterému velel vévoda Brunšvický, začal ohrožovat Paříž. Přesto v následující bitvě u Valmy 20. září Prusové prohráli a třebaže to byla spíše bezvýznamná přestřelka, pozvedla duch revolučních vojsk a Francouzi přešli do útoku a brzy vstoupili do Belgie a Nizozemí. 21. října byla napadena Mohuč a v tomto městě také Francouzi založili republiku po svém vzoru. 21. ledna 1793 byl pod gilotinou popraven král Ludvík XVI. Poprava krále způsobila, že se ke koalici přidaly německé a italské státy, Španělsko a Velká Británie. A zrada generála Dumorieze způsobila, že koalice získala Rakouské Nizozemí a v zemi vypukla roajalistická povstání.
Byla vyhlášena všeobecná mobilizace. Uprchlí důstojníci byli nahrazeni novými a ti schopní se lehce mohli stát z vojínů či poddůstojníků generály (např. Hoche, Jourdan či Napoleon Bonaparte). Na konci roku 1793 se situace změnila a Francie znovu přešla do útoku. Z Nizozemí se stala sesterská Batávská republika. Roku 1795 uzavřelo mír s Francií Prusko a jiné státy. Proti Francii nyní bojovalo jen Rakousko a Velká Británie. V této době dostal generál Napoleon Bonaparte velení armády o 40 000 špatně vycvičených mužích. V roce 1796 začala italská výprava a Bonaparte měl poutat Rakušany v severní Itálii. Brzy obsadil většinu severní Itálie a po bitvě u Arcole zamířil na Vídeň. Roku 1797 byl uzavřen mír v Campo Formio a většina Itálie se změnila na řadu sesterských republik Francie.

## Povstání Irské jednoty (1798)

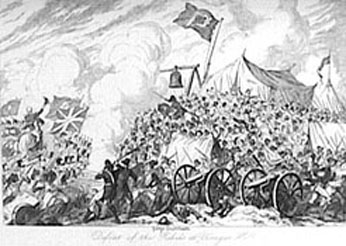
Bitva o Vinegar hill

Roku 1782 získal moc Irský parlament, ale přesto Irové chtěli plnou nezávislost. Irská jednota byla organizací, jejíž vůdce Wolfe Tone se rozhodl vyvolat celonárodní povstání a svrhnout britskou nadvládu; k tomu se rozhodli získat podporu Francie. Roku 1798 odplul Tone pod jménem Smith do Francie, odkud s ním poslali 43 lodí, s kterými měl přistát v Bantry Bay, ale špatný vítr jeho lodě zahnal zpět. Mezitím v květnu 1798 vypuklo povstání, které ovšem nebylo celonárodní a na většině míst utrpělo brzy porážku. Jen ve Wexfordu měli rebelové vedení knězem Johnem Murphym zprvu úspěch. Situace se pro ně změnila v červnu, kdy Britové dobyli Vinegar Hill, jenž byl v rukou rebelů, zajali Johna Murphyho a později brutálním způsobem popravili. V srpnu se vylodilo v Irsku 1000 Francouzů, jimž velel generál Jean Humbert spolu s Wolfe Tonem. Francouzi bojovali odvážně, ale stáli proti velké převaze a byli poraženi. Wolfe Tone byl zajat a ve vězení spáchal sebevraždu. Přesto, že povstání bylo poraženo, nebyla irská jednota zničena, protože někteří její vůdci utekli do Paříže.

## Kvaziválka (1798–1800)
Francie byla hlavním spojencem Američanů během americké války za nezávislost a později spolu tyto dvě země podepsaly smlouvu o alianci. Přesto během konfliktu mezi revoluční Francií a Velkou Británií zůstaly Spojené státy neutrální. Francii navíc rozhořčilo, že Spojené státy začaly obchodovat spíše s Británií. Vztahy obou zemí se dále zhoršovaly, až 7. července 1798 Kongres zrušil smlouvy s Francií. Americké námořnictvo následně začalo útočit na francouzské korzáry, kteří přepadali americké obchodní lodě.
Docházelo k námořním bojům na východním pobřeží Severní Ameriky, v moři u Antil a Karibském moři. Američanům se nakonec podařilo ukončit útoky francouzských korzárů na americké lodě a to za cenu 20 mrtvých. Válku ukončila až Mortefontaineská úmluva (někdy také nazývaná Monterfaineský mír).

## Egyptské tažení (1798–1801)

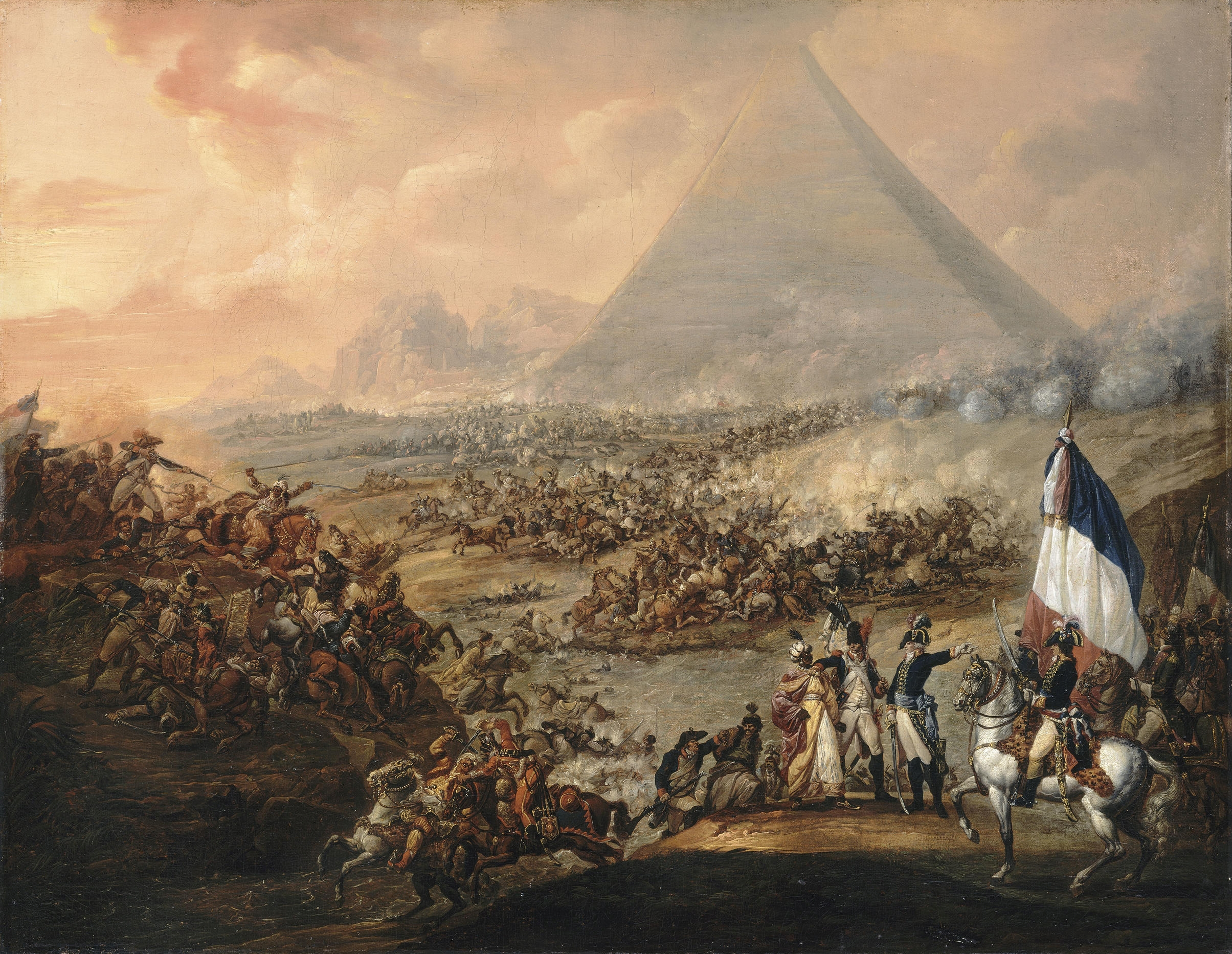
Bitva u Pyramid, Francois-Louis-Joseph Watteau, 1798–1799

Po míru v Campo-Formio bojovala proti Francii jen Velká Británie, proto se Napoleon rozhodl, že dobude Indii a s tímto cílem chtěl ovládnout Egypt. Direktorium mu proto svěřilo 350 lodí a 30 000 mužů. 21. července porazil mamlúky v bitvě u Pyramid a poté dobyl Káhiru. Francouzský postup byl zastaven v Sýrii pevností Akko a situaci Francouzů výrazně zhoršila Bitva u Abúkíru, ve které byla zničena francouzská flotila admirálem Horatio Nelsonem, následkem čehož se většina Francouzů do Francie nikdy nevrátila. Navíc docházelo k povstáním, kterým bylo těžké čelit. Zatím vznikla v Evropě druhá koalice a díky maršálu Suvorovovi slavila úspěchy. Napoleon Bonaparte opustil vojsko a vrátil se zpět do Evropy. Francouzi se zoufale bránili až do roku 1801, kdy se jejich zbytky vzdaly.

## Pomerančová válka (1801)

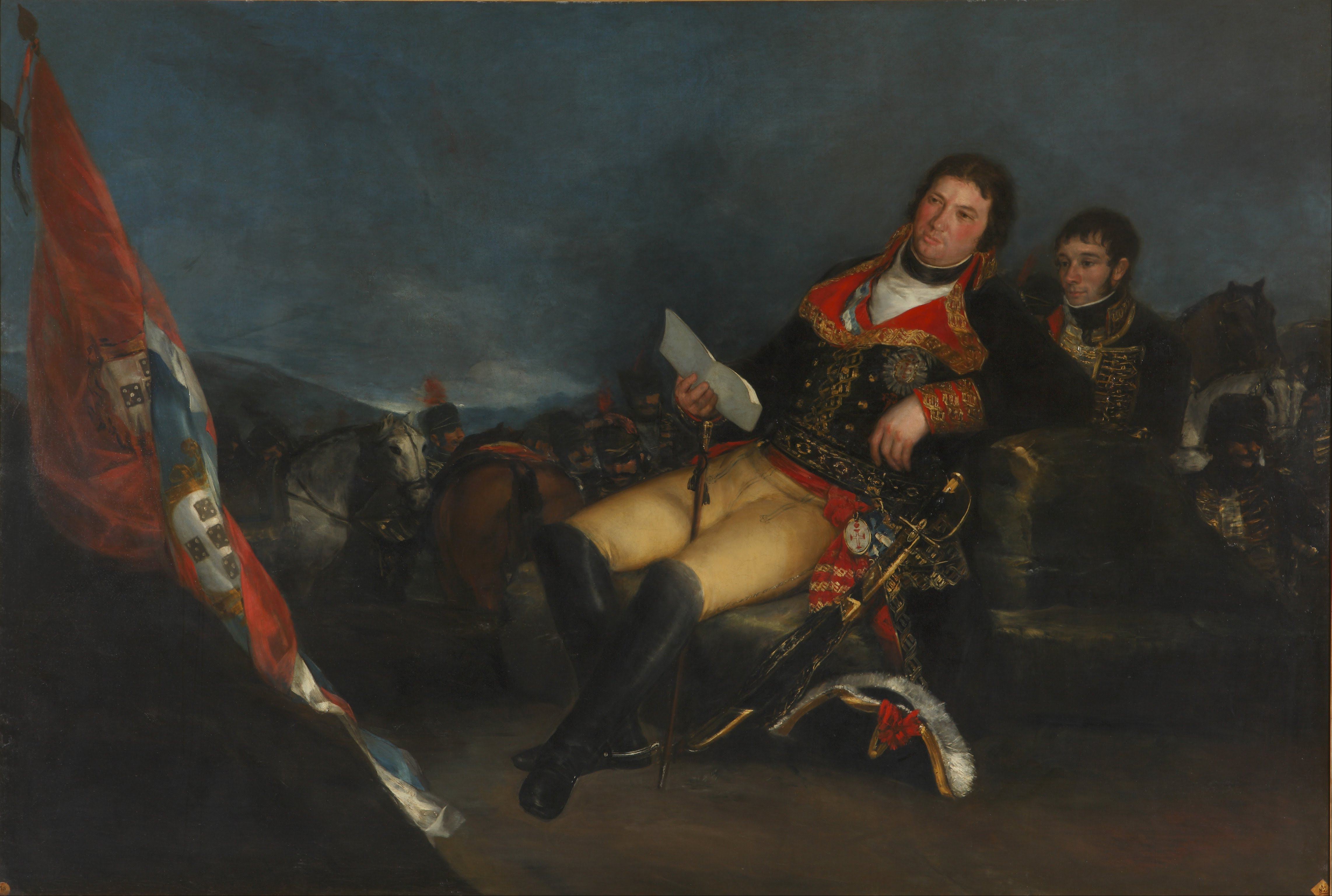
Manuel Godoy

29. ledna 1801 španělský ministr Manuel Godoy jako spojenec Francie zaslal do Lisabonu ultimátum, podle nějž mělo Portugalsko uzavřít mír s Francií, zrušit koalici s Británií, otevřít přístavy španělským a francouzským lodím a uzavřít je britským. Také mělo Portugalsko odevzdat Španělsku jednu nebo dvě provincie a též zaplatit Francii 25 milionů franků.
Portugalsko tyto podmínky nepřijalo. 2. května 1801 Španělsko vyhlásilo Portugalsku nepřátelství a 20. května vpadla španělská armáda pod Godoyovým velením do Portugalska. Obsadila bez boje Olivençu a Juromenhu. Portugalská armáda byla dezorganizovaná, měla nedostatek munice a zásob, a proto potřebovala spojeneckou pomoc, ale Británie místo toho stáhla své jednotky z Portugalska s vysvětlením, že jsou potřeba na ochranu portugalských kolonií. To jenom vyvolalo obavy, že je chce Británie obsadit pro sebe.
Španělé zatím postupovali provincií Alentejo a bez boje obsadili několik měst. Jen pevnost Elvas se bránila. Portugalsko válku prohrálo, přestože Gomes Freire de Andrade v provincii Trás-os-Montes znovudobyl ztracených měst. Válka skončila 6. června 1801 podepsáním mírové smlouvy v Badajozu.
Portugalsko mělo uzavřít přístavy britským lodím, ztratilo město a pevnost Olivenza s přilehlými oblastmi východně od řeky Guadiany, také ztratilo určitá území v Guyaně, mělo zaplatit 25 milionů liber a nakupovat francouzské vlněné textilie bez jakýchkoliv omezení.
Válka se však přenesla i na americký kontinent, kde Portugalci vedení Marquesem de Sousa zvítězili 17. října u Passo da Perdiz. Marques koncem října dobyl pevnost Serro Largo a poté Sancla Tecla, čímž obsadil celý krajní brazilský jih. Současně portugalský desátník Borges de Canto obsadil takzvaných sedm misií.

## Válka druhé koalice (1798–1802)

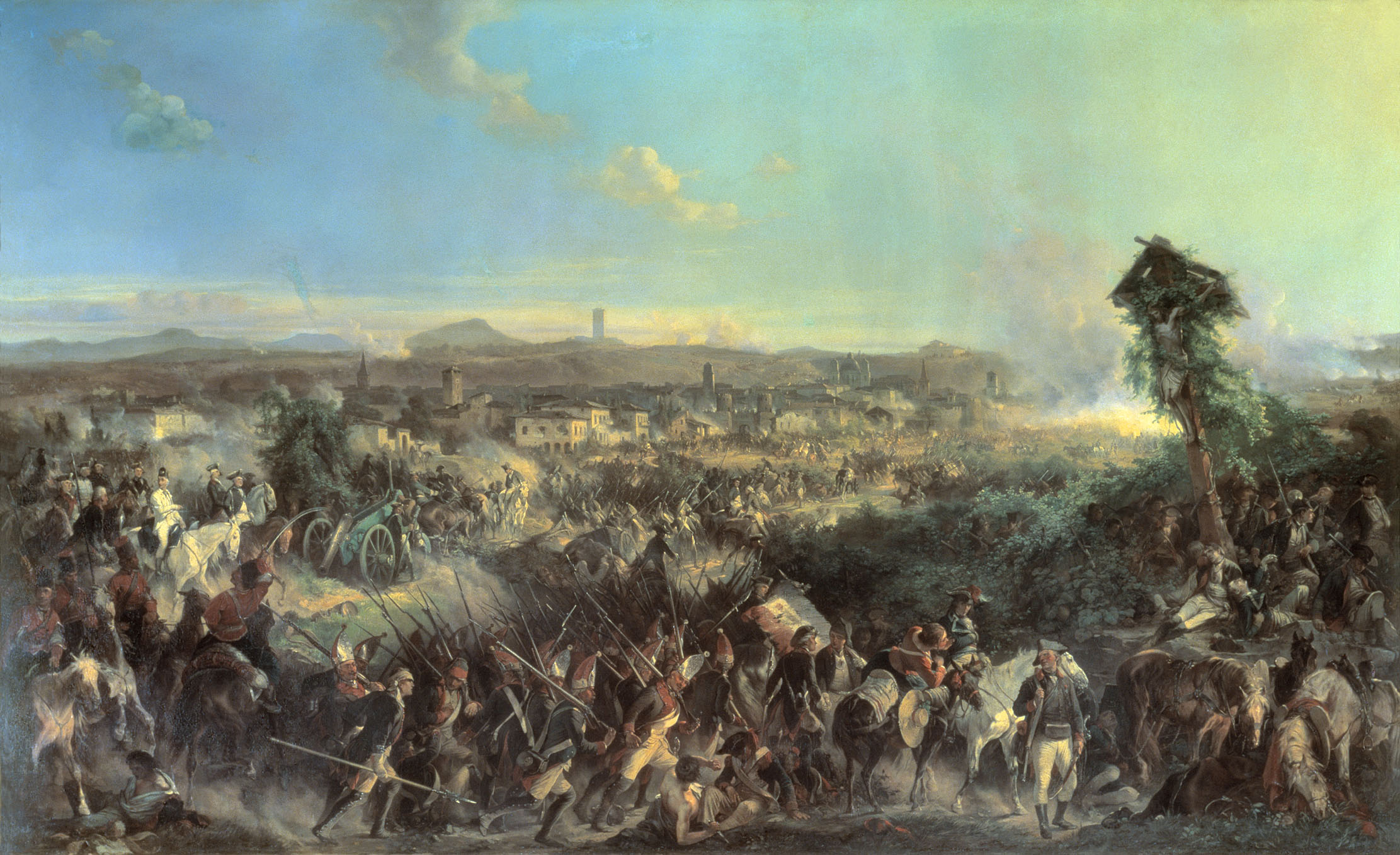
Bitva u Novi, od Alexandera Kotzebueho

Druhá koalice se skládala z Velké Británie, Ruska a Rakouska. Tentokrát měla koalice schopné velitele, hlavně maršála Suvorova, který byl vynikajícím vojevůdcem. Suvorov brzy porazil Francouze 16. a 17. dubna 1799 u Addy a v červnu také na řece Tidone a u Trebbie. V červenci padla pevnost v Mantově, o níž se říkalo, že je nedobytná, a 15. srpna Suvorov zvítězil v bitvě u Novi, ale po bitvě došlo k rozporům mezi carem Pavlem I. a císařem Františkem, které způsobily, že Rusko vystoupilo z koalice a v září Suvorov přešel Alpy a vrátil se do Ruska. Brzy po jeho odchodu šla koalice od porážky k porážce. Navíc se vrátil Napoleon, který přešel Alpy a 14. června 1800 porazil Rakušany v bitvě u Marenga a zároveň generál Moreau zvítězil u Hohelinden, čímž se uvolnila cesta na Vídeň. Rakousko raději uzavřelo mír, který tentokrát uzavřela i Velká Británie. Touto válkou mimo jiné skončily revoluční války a pokračovaly války napoleonské.